# Маниаго
Маниаго (итал. Maniago) — коммуна в Италии, располагается в регионе Фриули-Венеция-Джулия, в провинции Порденоне.
Население составляет 11 812 человек (2008 г.), плотность населения составляет 171 чел./км². Занимает площадь 69 км². Почтовый индекс — 33085. Телефонный код — 0427.
Покровителем коммуны почитается святой Мавр Поречский, празднование 21 ноября.

## Демография
Динамика населения:

## Администрация коммуны
- Официальный сайт: http://www.comune.maniago.pn.it